# Giulietta Pezzi
Œuvres principales
- La pellegrina, Foglia d'autunno, 1841
- Gli artisti, roman, 1842
- Egberto, roman, 1843
- Une fleur d'Israel, 1847
- Carlo Sand, drame, 1848, dédicace à Mazzini
- Il nido delle rondini, roman, à Noemi Pezzi, 1880

Compléments
- Engagement en faveur de Giuseppe Mazzini

Giulietta Pezzi (Milan, 1812 ou 1816 - Milan, 31 décembre 1878) est une écrivaine et journaliste italienne, liée de façon prominente au mouvement du mazzinisme.

## Biographie
Giulietta Pezzi est la fille de Francesco Pezzi, fondateur, directeur et critique de la Gazzetta di Milano, journal officiel de Milan d'alors. Elle est aussi la sœur de Giovanni Jacopo, surnommé Gian, également journaliste notoire.
Très jeune, Giulietta fréquente des salons littéraires organisés par l'aristocratie milanaise. Elle écrit son premier roman en prose publié dans la Gazzetta di Milano. Elle est l'amie d'enfance de la comtesse Clara Maffei, et vers les années 1830, elle a une fille, nommée Noemi, née d'une histoire d'amour avec un acteur. Elle rencontre les hommes les plus importants de l'époque, comme Carlo Cattaneo, Giuseppe Verdi, et par l'intermédiaire d'Honoré de Balzac, elle côtoie Vincenzo Bellini, Gaetano Donizetti Vincenzo Monti, Maurizio Quadrio et Aurelio Saffi.
En 1848, elle fait une rencontre décisive, avec Giuseppe Mazzini et ses idées, qu'elle soutient. En 1872, elle  fonde à Turin un établissement scolaire officialisé « École Mazzini ».
Son courrier, et ses papiers personnels qui étaient exposés au « Museo del Risorgimento » à Milan ont, durant la seconde guerre mondiale, été détruits par un incendie.
Carlo Cattaneo écrivit en parlant d'elle : «C'est une fanatique qui ne manque ni de talent, ni d'audace...».
De son vivant, elle fut dédicataire de plusieurs romances de salon dont l'aria Vaga luna, che inargenti composée par Vincenzo Bellini.

## Œuvres
- La pellegrina, Foglia d'autunno, 1841
- Gli artisti, roman, 1842
- Egberto, roman, 1843
- Une fleur d'Israël, 1847
- Carlo Sand, drame, 1848, dédicace à Mazzini
- Il nido delle rondini, roman, à Noemi Pezzi, 1880